# Obesotoma hokkaidoensis
Obesotoma hokkaidoensis é uma espécie de gastrópode do gênero Obesotoma, pertencente a família Mangeliidae.